# ロニー・コックス
ダニエル・ロナルド・“ロニー”・コックス（Daniel Ronald "Ronny" Cox, 1938年7月23日 - ）は、アメリカ、ニューメキシコ州出身の映画俳優、脚本家、製作プロデューサー、シンガーソングライター、ギタリスト。本国では渋味のある存在感で主にサスペンスやハードボイルド系のアクションなどをはじめとする多くのテレビドラマに主演。日本ではアーノルド・シュワルツェネッガー主演のSF映画『トータル・リコール』での悪役コーヘイゲン長官役や、エディ・マーフィ主演の『ビバリーヒルズ・コップ』でのボゴミル警部補役などで知られる。

## 来歴
10代のころは音楽に親しみ、イースタン・ニュー・メキシコ大学在学中より早くからその才能を発揮していたといわれる。60年代初頭、本格的にバンド活動を開始。自身も1963年に大学を卒業すると、実兄とともに新たにロックバンドを結成。ギターを担当したほか、オリジナル曲の作曲も手がけた。
30代に入ったころ、活動の拠点をワシントンのアレナ・ステージ・カンパニーに移す。その地で演劇と出会い、6年間の間に「るつぼ」「ガラスの動物園」などの舞台に立った。1969年、ブロードウェイにてジョセフ・バップが主宰するパブリック・シアターに加わり「インディアン」で檜舞台に立ってから徐々に頭角を現す。1972年、ジョン・ヴォイト主演作『脱出』で映画初出演を果たし、プロデビューした。妻メアリーと結婚し、経験も重ねてゆく。
70年代は比較的テレビへの出演が多かったが80年代になると映画でも活躍の場を得て数多くの名作に出演。『ビバリーヒルズ・コップ』シリーズでのボゴミル刑事部長役や『ロボコップ』における悪役のオムニ社の幹部ディック・ジョーンズ役などで存在感を示す。一方で、サスペンスものやアクションタッチのヒューマンドラマ物の映画や、テレビドラマを製作。自ら脚本も兼ねてこれに主演するなど、プロデュース面での手腕も発揮している。主な代表作に『殺走!哲人ランナー』、『FBI/男たちの闘争』などがある。
近年も、いぶし銀の渋味で『ホワイトハウスの陰謀』でのハト派的な合衆国大統領役やTVシリーズ『CIA:ザ・エージェンシー』でのアレックス・ピアス役などで健在ぶりを見せる。
1960年にメアリー夫人と結婚したが2006年に死別。二人の子供がいる。

## 主な出演作品

### 映画
| 公開年 | 邦題 原題                                                                             | 役名                           | 備考                   |
| ------ | ------------------------------------------------------------------------------------- | ------------------------------ | ---------------------- |
| 1972   | クリストファー・ウォーケンの マインド・スナッチャー/狂気の人体実験 The Happiness Cage | マイルズ                       |                        |
| 1972   | 脱出 Deliverance                                                                      | ドリュー・ボーリンジャー       |                        |
| 1973   | マンハッタン25時/ザ・コネクション The Connection                                      | エヴェレット・ハッチネイカー   | テレビ映画             |
| 1974   | 私は犯された/エレイン夫人の裁判 A Case of Rape                                        | デヴィッド                     | テレビ映画             |
| 1976   | ウディ・ガスリー/わが心のふるさと Bound for Glory                                     | オザーク・ブルー               |                        |
| 1977   | ザ・カー The Car                                                                      | ルーク                         |                        |
| 1978   | 原子力潜水艦浮上せず Gray Lady Down                                                   | デヴィッド・サミュエルソン     |                        |
| 1979   | オニオン・フィールド The Onion Field                                                  | ピアース・R・ブルックス        |                        |
| 1980   | ウルフドッグ物語/アンディに逢いたい The Courage of Kavik, the Wolf Dog                | カート・エヴァンス             | テレビ映画             |
| 1980   | ザ・シークレット/狙われた美人妻 The Last Song                                         | シド                           | テレビ映画             |
| 1980   | 脱獄アルカトラズ Alcatraz: The Whole Shocking Story                                   | バーナード・コイ               | テレビ映画             |
| 1981   | 罠に堕ちた天使 Fallen Angel                                                           | フランク・ドーソン             | テレビ映画             |
| 1981   | タップス Taps                                                                         | カービー                       |                        |
| 1982   | 戦慄!呪われた夜 The Beast Within                                                      | イーライ・マックリアリー       |                        |
| 1984   | 殺走!鉄人ランナー Courage                                                             | ピート                         | 製作・脚本・出演       |
| 1984   | 黒い弾丸/オーエンス物語 The Jesse Owens Story                                         | ラリー・スナイダー             | テレビ映画             |
| 1984   | ビバリーヒルズ・コップ Beverly Hills Cop                                              | アンドリュー・ボゴミル         |                        |
| 1985   | RECKLESS DISREGARD レックレス・ディスリガード Reckless Disregard                      | ダン                           | テレビ映画             |
| 1985   | ビジョン・クエスト/青春の賭け Vision Quest                                            | ラリー・スウェイン             |                        |
| 1985   | タンジール/戦慄の海峡 Tangiers                                                        | ボブ・スティール               |                        |
| 1986   | 激突 特捜コマンド!恐怖の救出指令 Hollywood Vice Squad                                 | ジェンセン                     |                        |
| 1987   | ランボー者 Steele Justice                                                             | ベネット                       |                        |
| 1987   | ビバリーヒルズ・コップ2 Beverly Hills Cop 2                                           | アンドリュー・ボゴミル         |                        |
| 1987   | ロボコップ RoboCop                                                                    | ディック・ジョーンズ           |                        |
| 1988   | FBI/男たちの闘争 In the Line of Duty: The F.B.I. Murders                              | ベンジャミン・グローガン捜査官 | テレビ映画             |
| 1988   | ワン・マン・フォース One Man Force                                                    | マッコイ                       |                        |
| 1989   | シンシア・ギブの あの頃に恋して When We Were Young                                    | マシュー・ファレル             | テレビ映画             |
| 1989   | 火星人ゴーホーム! Martians Go Home                                                    | 大統領                         |                        |
| 1990   | キャノンズ Loose Cannons                                                              | ボブ・スマイリー               |                        |
| 1990   | トータル・リコール Total Recall                                                       | コーヘイゲン                   |                        |
| 1990   | キャプテン・アメリカ 卍帝国の野望 Captain America                                     | トム・キンボール大統領         |                        |
| 1990   | シザーズ/氷の誘惑 Scissors                                                            | ステファン・カーター           |                        |
| 1992   | マッド・ポリス With Murder in Mind                                                    | マクラフリン                   | テレビ映画             |
| 1996   | リバウンド Rebound: The Legend of Earl 'The Goat' Manigault                           | Coach Scarpelli                | テレビ映画             |
| 1997   | ホワイトハウスの陰謀 Murder at 1600                                                   | ジャック・ビール大統領         |                        |
| 1998   | プライド・運命の瞬間                                                                  | ウィリアム・ウェブ             | 日本映画               |
| 1999   | 恋は嵐のように Forces of Nature                                                       | ハドリー                       |                        |
| 1999   | ディープ・ブルー Deep Blue Sea                                                        | キマイラ製薬重役               | クレジットなし         |
| 1999   | メルトダウン・クライシス Y2K                                                          | ベンジャミン・クロムウェル     | テレビ映画             |
| 2000   | パーフェクト・マーダー Perfect Murder, Perfect Town: JonBenét and the City of Boulder | ジョン・ラムゼイ               | テレビ映画             |
| 2001   | アメリカン・アウトロー American Outlaws                                               | ドク・ミムズ                   |                        |
| 2002   | チェーン・オブ・ファイア Point of Origin                                              | ゲイリー                       | テレビ映画             |
| 2005   | ザ・L.A.ライオット・ショー The L.A. Riot Spectacular                                  | 署長                           |                        |
| 2009   | エディ・マーフィの劇的1週間 Imagine That                                              | トム・スティーヴンス           |                        |
| 2013   | ダイナソー in L.A. Age of Dinosaurs                                                   | ホアリスコ                     | オリジナルビデオ       |
| 2014   | 追撃者 Beyond the Reach                                                               | ロブ保安官                     |                        |
| 2021   | 愛すべき夫妻の秘密 Being the Ricardos                                                 | 晩年のボブ・キャロル           | Amazon Prime Video配信 |

### テレビシリーズ
| 放映年    | 邦題 原題                                                    | 役名                                      | 備考                                               |
| --------- | ------------------------------------------------------------ | ----------------------------------------- | -------------------------------------------------- |
| 1972      | 鬼刑事マディガン Madigan                                     | ノーマン・フィールズ                      | 第1話「The Manhattan Beat」                        |
| 1972      | ボナンザ Bonanza                                             | ルーカス                                  | シーズン14第6話「New Man」                         |
| 1976      | エラリー・クイーン Ellery Queen                              | バック・ノーラン                          | 第22話「The Adventure of the Disappearing Dagger」 |
| 1978      | ファンタジー・アイランド Fantasy Island                      | トム・エルギン                            | シーズン1第11話 「Reunion」 / 「Anniversary」      |
| 1986      | ファミリータイズ Family Ties                                 | フランクリン・リード                      | シーズン4第14話「Where's Poppa」                   |
| 1986      | ヒッチコック劇場 Alfred Hitchcock Presents                   | サム・メドウィック                        | シーズン1第23話「Road Hog」                        |
| 1986      | ジェシカおばさんの事件簿 Murder, She Wrote                   | パワーズ                                  | シーズン3第1・2話「サーカスに死が訪れる」          |
| 1987-1988 | セント・エルスウェア St. Elsewhere                           | ジョン・ギデオン                          | 計22話出演                                         |
| 1988      | 大統領選スキャンダル/野望の銃弾 Favorite Son                 | Admiral William Rieker                    | ミニシリーズ                                       |
| 1990      | コップロック Cop Rock                                        | ロジャー・ケンドリック                    | 計11話出演                                         |
| 1992      | 新スタートレック Star Trek: The Next Generation              | エドワード・ジェリコ                      | 計2話出演                                          |
| 1993      | L.A.ロー 七人の弁護士 L.A. Law                               | メイソン・ペイン                          | シーズン7第21話「Bourbon Cowboy」                  |
| 1993      | 新・アンタッチャブル The Untouchables                        | カーソン                                  | シーズン2第8話「The General」                      |
| 1994      | タイムトラックス Time Trax                                   | エヴェレット・ランキン                    | シーズン2第14話「The Last M.I.A.」                 |
| 1994-1995 | Sweet Justice                                                | ジェームズ＝リー・デラクロイ              | 計22話出演                                         |
| 1996      | Dr.マーク・スローン Diagnosis: Murder                        | ネイサン・ハーディング                    | シーズン3第9話「The Pressure to Murder」           |
| 1997      | SPAWN スポーン The Animated Series Spawn                     | スコット・マクミラン / ビリー・キンケイド | 声の出演 計6話出演                                 |
| 1997      | メン・イン・ブラック Men in Black: The Series                |                                           | 声の出演 シーズン1第7話「シンビオート症候群」      |
| 1998      | フロム・ジ・アース/人類、月に立つ From the Earth to the Moon | リー・アトウッド                          | ミニシリーズ                                       |
| 1998      | インヴェイジョンUSA Invasion America                         | ドク                                      | 計9話出演                                          |
| 1998-1999 | ザ・プラクティス ボストン弁護士ファイル The Practice         | スコット                                  | 計2話出演                                          |
| 1998-2000 | ゴジラ ザ・シリーズ Godzilla: The Series                     | デイル                                    | 計2話出演                                          |
| 1998-2005 | スターゲイト SG-1 Stargate SG-1                              | ロバート・キンゼイ議員                    | 計11話出演                                         |
| 1999      | 新アウターリミッツ The Outer Limits                          | レスター・グレイド                        | シーズン5第16話「既視体験」                        |
| 2001-2002 | CIA:ザ・エージェンシー The Agency                            | アレックス・ピアスIII                     | 計11話出演                                         |
| 2003      | ボストン・パブリック Boston Public                           | クレアの父                                | シーズン3第22話「Chapter Sixty-Six」               |
| 2005      | LAW & ORDER:性犯罪特捜班 Law & Order: Special Victims Unit   | マクマナス博士                            | シーズン7第2話「オーダーメード」                   |
| 2005      | ミディアム 霊能者アリソン・デュボア Medium                   | ハモンド                                  | シーズン2第7話「審判の時」                         |
| 2006      | デスパレートな妻たち Desperate Housewives                    | ヘンリー・メイソン                        | シーズン2第19話「恥と伝聞」                        |
| 2006      | マダム・プレジデント 星条旗をまとった女神 Commander in Chief | ジョー・ペック議員                        | 第14話「The Price You Pay」                        |
| 2008      | コールドケース 迷宮事件簿 Cold Case                          | ダニエル・パターソン（2008年）            | シーズン5第17話「ロープ」                          |
| 2011      | デクスター 〜警察官は殺人鬼 Dexter                           | ウォルター・ケニー                        | シーズン6第3話「欲望と老い」                       |
| 2012      | レバレッジ 〜詐欺師たちの流儀 Leverage                       | ピーター                                  | シーズン5第6話「伝説のハイジャック犯」             |
| 2015      | TRUE DETECTIVE/ロサンゼルス True Detective                   | Catalast Executive / Kane                 | 計2話出演                                          |
| 2018      | ナッシュビル Nashville                                       | ギデオン・クレイボーン                    | 計5話出演                                          |
| 2022      | スタートレック：プロディジー Star Trek: Prodigy              | エドワード・ジェリコ(提督：大将)          |                                                    |

### コンピュータゲーム
| 発売年 | 邦題 原題   | 役名            | 備考     |
| ------ | ----------- | --------------- | -------- |
| 1999   | FreeSpace 2 | Adm. Aken Bosch | 声の出演 |